# Rubus masakihisashii
Rubus masakihisashii är en rosväxtart som beskrevs av Naohiro Naruhashi. Rubus masakihisashii ingår i släktet rubusar, och familjen rosväxter. Inga underarter finns listade i Catalogue of Life.